# Поличан
Поличан (на албански: Poliçan) или Поличани e град в Албания. Населението му е 4318 жители (2011 г.). Намира се в часова зона UTC+1. Пощенските му кодове са 5403 – 5404, а телефонния 0368. МПС кодът му е SK.